# Бянь Цюэ

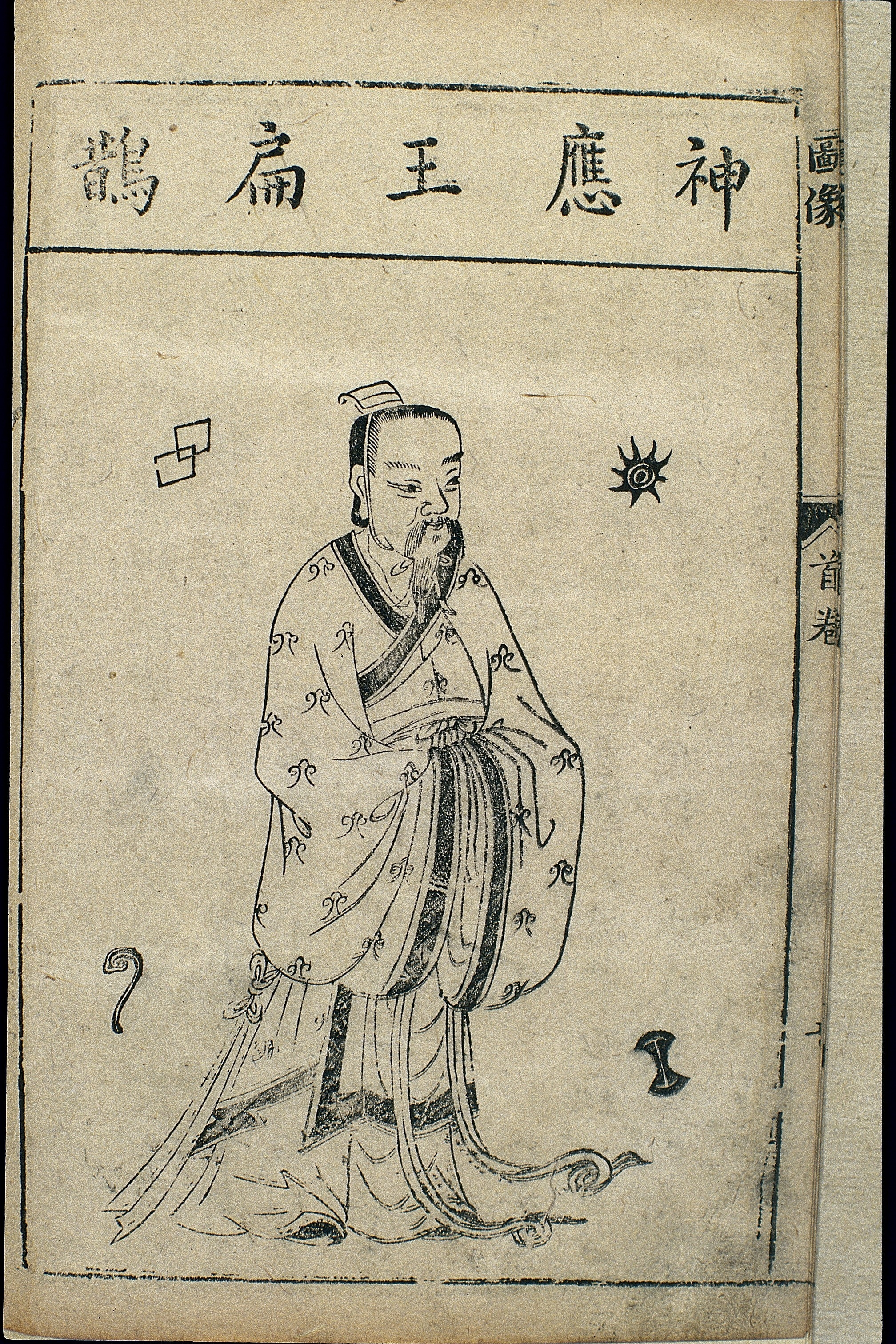
Знаменитый врачеватель VI в. до н. э. Цинь Юэ-жэнь 秦越人, получивший прозвище Бянь Цюэ

Бянь Цюэ или Бянь Цяо (кит. 扁鹊) — в китайской мифологии один из богов-покровителей врачей, в образе которого смешаны два разных персонажа:
1. мифический Бянь Цюэ с птичьим клювом и крыльями летучей мыши — сподвижник культурного героя-первопредка Хуан-ди, помогавший ему в распознании целебных свойств растений. (Имя Бянь Цао в этом случае объясняется через бянь — летучая «мышь» и цяо — «сорока»);
2. реальный знаменитый врачеватель VI в. до н. э. Цинь Юэ-жэнь 秦越人, получивший прозвище Бянь Цюэ.

Согласно легенде, Бянь Цюэ перенял своё искусство от бессмертного Чансан-цзюня (« господин длинное тутовое дерево»), который давал ему чудесные капли. Через 30 дней Бянь Цао смог видеть сквозь стены и проникать взором во внутренности человека. В 521 до н. э. Бянь Цао, согласно преданию, оживил принца царства Го, после чего слава о его искусстве распространилась по всему Китаю. Впоследствии Бянь Цюэ был обожествлен в качестве покровителя медиков и аптекарей. Жертвоприношения в честь Бянь Цао совершались 24 числа 4-го лунного месяца, в день его рождения. На древних рельефах Бянь Цюэ изображён в виде человекоптицы, делающей укол больному.

## См.также
- Хуа То